# Oxygen (Album)
Oxygen ist ein Musikalbum von Ivo Perelman, Ken Vandermark und Joe McPhee. Die im Dezember 2021 in den Park West Studios, Brooklyn, entstandenen Aufnahmen erschienen am 4. März 2025 auf Mahakala Music.

## Hintergrund
Ivo Perelman gründete mit zwei Duo-Partnern aus seinem umfangreichen Projekt Reed Rapture in Brooklyn ein Trio, um die Interaktion zwischen verschiedenen Bläsern zu erforschen. Oxygen den Tenorsaxophonisten mit den Kollegen Ken Vandermark und Joe McPhee zusammen, wobei die beiden Letzteren Instrumente spielen, die einen Kontrast zum Klang des Tenorsaxophons bilden, notierte S. Victor Aaron. Vandermark bedient das kräftige Baritonsaxophon, ein Holzblasinstrument, mit dem er schon Dutzende Male Aufnahmen gemacht und das er oft dem Tenorsaxophon vorgezogen hat. McPhee wiederum – der wohl in erster Linie als Saxophonist und dicht dahinter als Trompeter bekannt ist – spielt hier die Posaune, ein Instrument, mit dem er bereits mehrere Aufnahmen gemacht hat, darunter solche bei Auftritten mit Peter Brötzmann.

## Titelliste
- Ivo Perelman, Ken Vandermark, Joe McPhee: Oxygen (Mahakala Music)[2]

1. One 9:44
2. Two 10:00
3. Three 11:22
4. Four 6:22
5. Five 5:06
6. Six 9:17

Die Kompositionen stammen von Ivo Perelman, Ken Vandermark und Joe McPhee.

## Rezeption

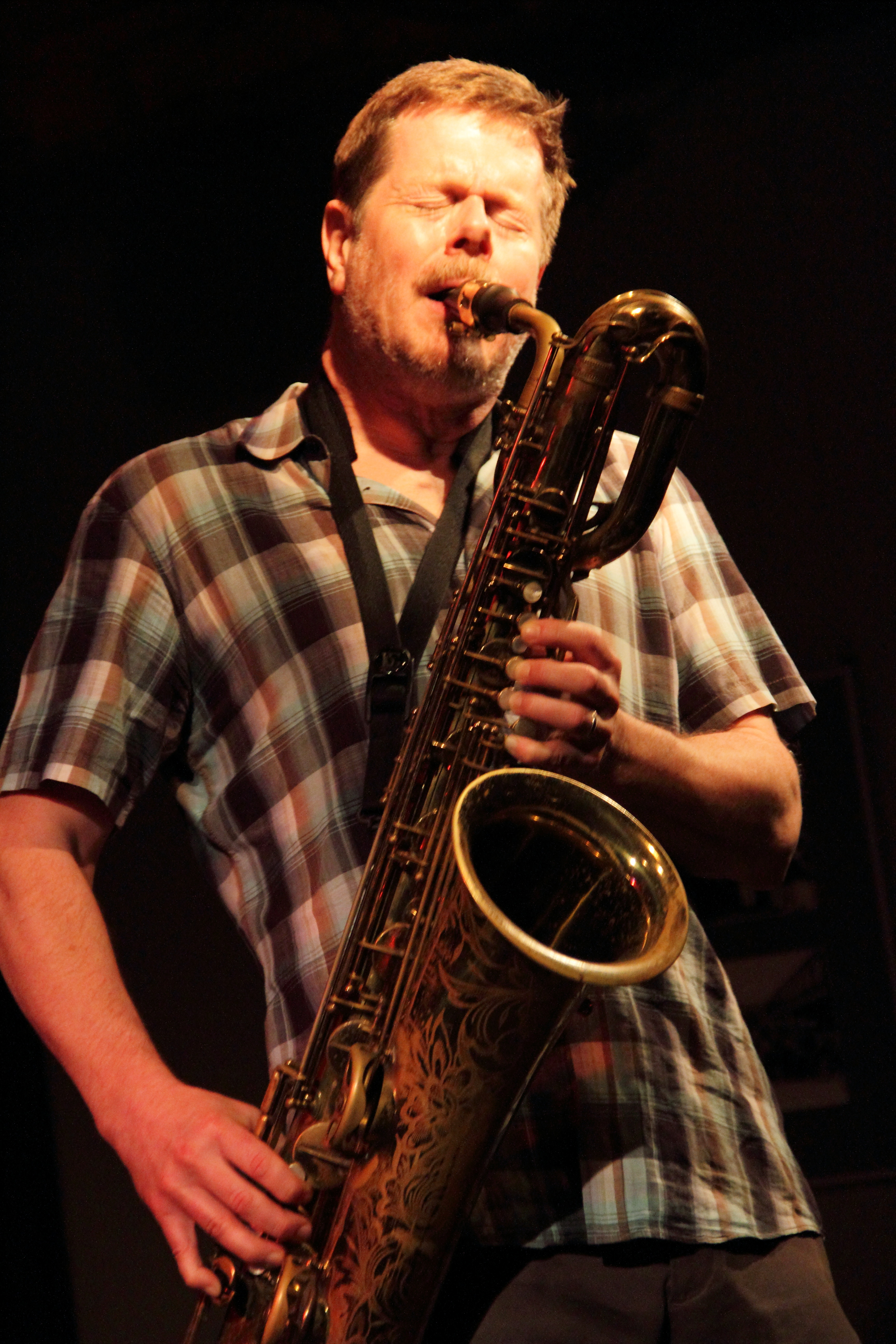
Ken Vandermark (2015)

Nach Ansicht von S. Victor Aaron, der das Album in Something Else! rezensierte, würde Perelman am Tenorsaxophon mit Joe McPhee und Ken Vandermark das Trio eine interessante Mischung kreieren. Wie bei allen Kollaborationen Perelmans liege der Reiz in der telepathischen Interaktion aller Beteiligten. Ein Beispiel dafür sei der letzte Track des Albums, „Hydrogen“<sic!>, in dem die drei gemeinsam von einer Melodiefigur zur nächsten schreiten, kleinste Hinweise voneinander aufgreifen, um eine Figur für die nächste zu verlassen und so alles frisch und frei von Trägheit zu halten. Wenn fortgeschrittene Improvisatoren wie Ivo Perelman, Ken Vandermark und Joe McPhee zusammenkommen, würde fortschrittliche, im Moment produzierte Kunst entstehen.
Saxophonist Ivo Perelman würde weiterhin in rasantem Tempo neue Alben veröffentlichen, schrieb Maurice Hogue (One Man's Jazz/All About Jazz), und seine beiden Partner auf dem neuen Album Oxygen, Ken Vandermark und Joe McPhee, „wissen ein oder zwei Dinge über Hitze“.
Auf den meisten seiner neueren Alben habe der legendäre Jazz-Saxophonist Ivo Perelman mit der Avantgarde geflirtet, sich ihr aber nie voll und ganz verschrieben, schrieb Paul Semel. Aber er sei dabei eher am Free Jazz orientiert, wenn auch nicht am reinen Free Jazz. Doch auf Oxygen, im Trio mit Ken Vandermark und Joe McPhee werde das gemeinsame Spiel oft extrem schräg und abgefahren, was traditionell orientierte Jazzfans zwar ärgern, aber diejenigen begeistern dürfte, denen es nichts ausmacht, wenn es mal richtig laut wird. Oxygen sei zweifellos das außergewöhnlichste Album, das Perelman in letzter Zeit gemacht habe … und das wolle was heißen.